# (35050) 1981 EA47
1981 EA47 (asteroide 35050) é um asteroide da cintura principal. Possui uma excentricidade de 0.14535870 e uma inclinação de 6.05146º.
Este asteroide foi descoberto no dia 2 de março de 1981 por Schelte J. Bus em Siding Spring.